# Familia Bardi

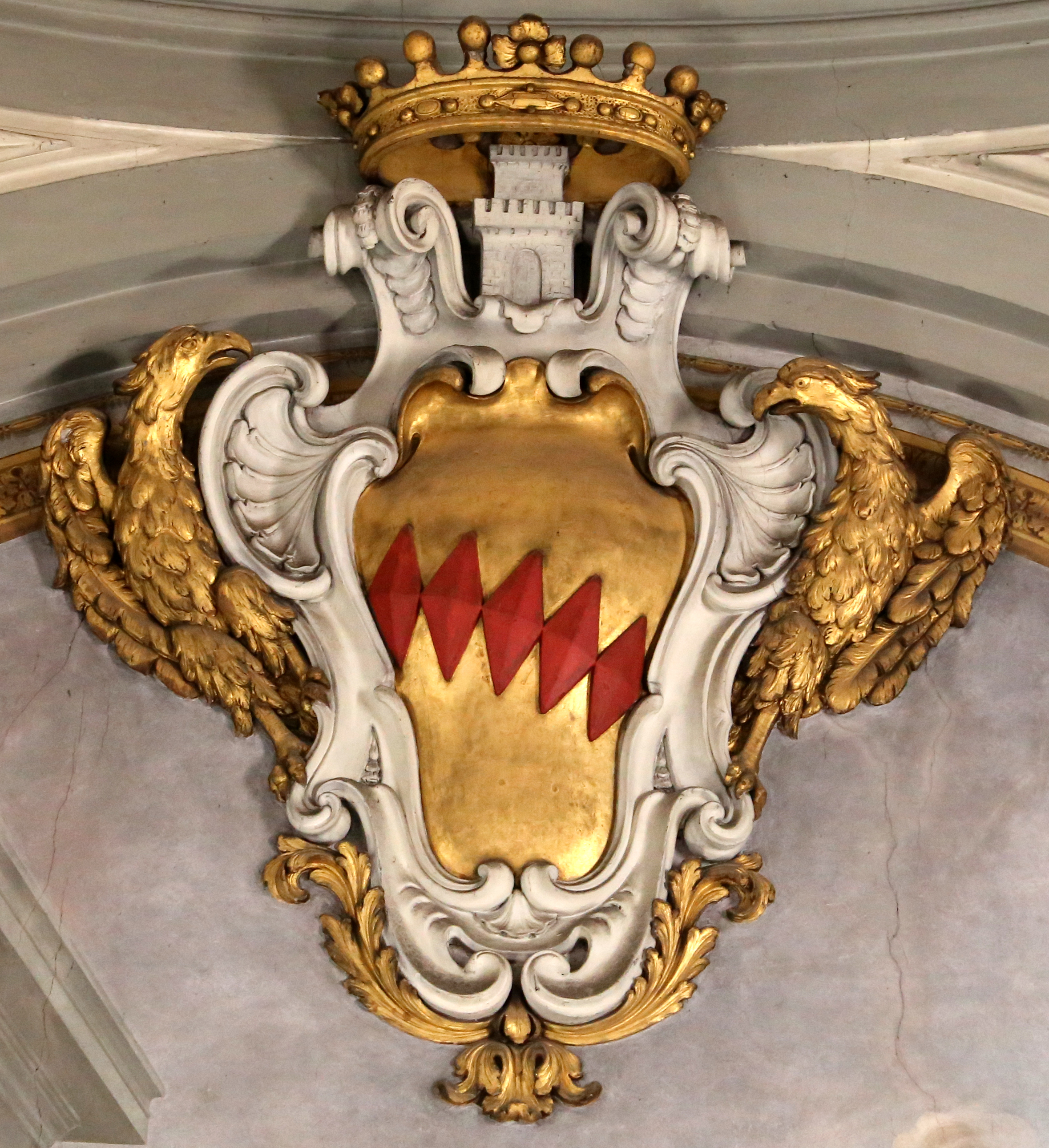
Escudo de la familia

Los Bardi fueron una noble familia florentina, una de las más importantes en la historia de la ciudad durante la Baja Edad Media. Construyeron su fortuna gracias a su actividad bancaria y mercantil, encabezando una riquísima compañía comercial "compagnia dei Bardi" que, junto con la de los Peruzzi, fue durante un tiempo un pilar de la economía europea medieval. El colapso de dicha compañía en la década de 1340 provocó una grave crisis en el sistema de crédito florentino. Los Bardi establecieron vínculos con la familia de los Medici a través del matrimonio de Contessina con Cosimo el Viejo.

## Historia

### Orígenes
La familia Bardi llegó a Florencia alrededor del siglo X, dedicándose principalmente al comercio y posteriormente a la banca. Una figura importante fue Bartolo de' Bardi, uno de los primeros priores de Florencia en 1282.

### Ascenso
En 1332, Piero di Gualterotto Bardi compró por 10,000 florines de oro las propiedades al norte de Prato, pertenecientes a los condes Alberti, especialmente el castillo de Vernio, dando origen al ramo noble de los Bardi de Vernio.
Simone de' Bardi, llamado Mone, se casó con Beatrice Portinari, hija de un banquero, que apenas era una adolescente. Esta fue la Beatrice que inspiró a Dante Alighieri en la Divina Comedia. El erudito Domenico Savini encontró nuevos documentos en el archivo de los Bardi sobre Beatrice y su esposo, incluyendo un documento notarial de 1280, donde Mone de' Bardi cede algunas tierras a su hermano Cecchino con la aprobación de su esposa Bice (como se llamaba a Beatrice), que en ese momento debía tener unos quince años. Un segundo documento de 1313, cuando Beatrice ya había muerto, menciona el matrimonio entre una hija de Simone, Francesca, y Francesco di Pierozzo Strozzi, por intervención del tío Cecchino. No se especifica si la madre fue Beatrice o la segunda esposa de Simone, Bilia (Sibila) di Puccio Deciaioli. Otros hijos conocidos de Simone son Bartolo y Gemma, quien se casó con Ardingo de' Medici.

### En Florencia

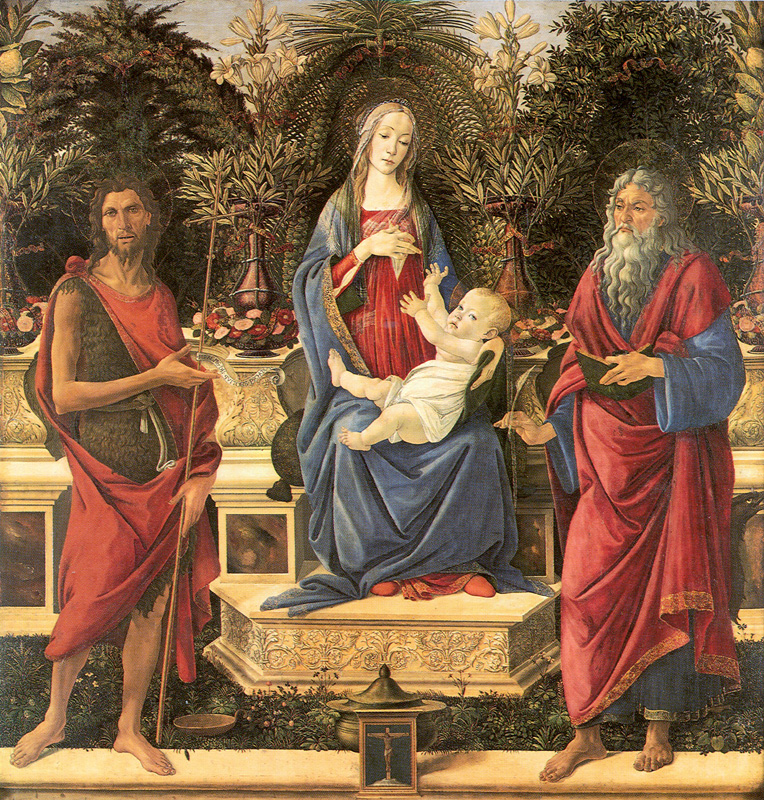
Sandro Botticelli, Madonna Bardi (1485 circa)

En Florencia, los Bardi tenían sus casas en la calle que lleva su nombre, la vía de' Bardi en Oltrarno, especialmente en el palacio Canigiani, que originalmente fue el palacio de' Bardi. En 1427, 60 hogares de la familia Bardi residían en Florencia, de los cuales 45 vivían en el barrio de Oltrarno, lo que da una idea de la cohesión familiar que resultaba útil también en los negocios.
La familia Bardi tenía diversos rivales. En mayo de 1345, hubo un enfrentamiento armado con los Peruzzi, y numerosos conflictos con los Buondelmonti. En 1342, 130 varones adultos de la familia Bardi juraron la paz con la familia Buondelmonti ante un notario.

### La quiebra del banco
La revuelta antimagnática de 1343 afectó a su familia, cuya residencia fue asaltada y saqueada por la multitud. Ese mismo año, Eduardo III de Inglaterra se negó a devolverles las deudas contraídas por la guerra de los Cien Años, lo que obligó a su compañía a declararse en quiebra junto con otras compañías importantes, como la de los Peruzzi, desencadenando una crisis que golpeó gravemente la economía florentina. Giovanni Villani escribió que la cantidad de florines de oro prestada al monarca inglés "valía un reino". Villani, quien había participado en la negociación del préstamo, también sufrió las consecuencias, siendo encarcelado por un tiempo.

### Compañía de los Bardi
En su apogeo, la compañía de los Bardi era una de las más ricas de Europa, con numerosas filiales en Italia, Europa, Asia y África. Junto a los Peruzzi y los Acciaiuoli, prácticamente monopolizaban las finanzas papales.
Un ejemplo de su eficiencia se dio en 1336, cuando recibieron un encargo del Papa Benedicto XII para enviar el equivalente a 10,000 florines de oro en trigo a los armenios asediados por los turcos. En pocas semanas, los agentes italianos de los Bardi compraron el trigo en las plazas de Nápoles y Bari, y antes de que terminara el mes, barcos cargados con los suministros ya habían zarpado hacia el Mar Negro.

### La quiebra de la compañía
La estructura de la compañía comercial, basada en una red de filiales independientes pero solidarias entre sí, ofrecía flexibilidad, pero también vulnerabilidad. Cuando una filial quebraba, las demás debían ayudarla a equilibrar los balances, lo que podía desencadenar un efecto dominó que llevara a la bancarrota de toda la compañía, como ocurrió en 1343.
El consorcio de las principales compañías florentinas (Bardi, Peruzzi, Acciaiuoli y Scali) se vio expuesto a grandes riesgos al prestar dinero a los principales soberanos de la época, especialmente a Eduardo III de Inglaterra. Cuando Eduardo se declaró insolvente, las tres compañías colapsaron.

### Después del colapso
La familia Bardi nunca recuperó el esplendor de antaño, aunque siguieron siendo influyentes en Florencia, con participación en las industrias de Calimala y la Lana.
Del linaje de los Bardi de Vernio nació Contessina de' Bardi, esposa de Cosimo de' Medici y abuela de Lorenzo el Magnífico. La familia se mantuvo relevante hasta el siglo XIX, aunque su jurisdicción feudal en Vernio fue abolida en 1815 tras el Congreso de Viena.

### Extinción
La línea principal de la familia se extinguió en 1810 con la muerte del conde Pier Maria, y sus bienes pasaron a la familia Guicciardini.